# Couplage (chemin de fer)
Pour les articles homonymes, voir Couplage.

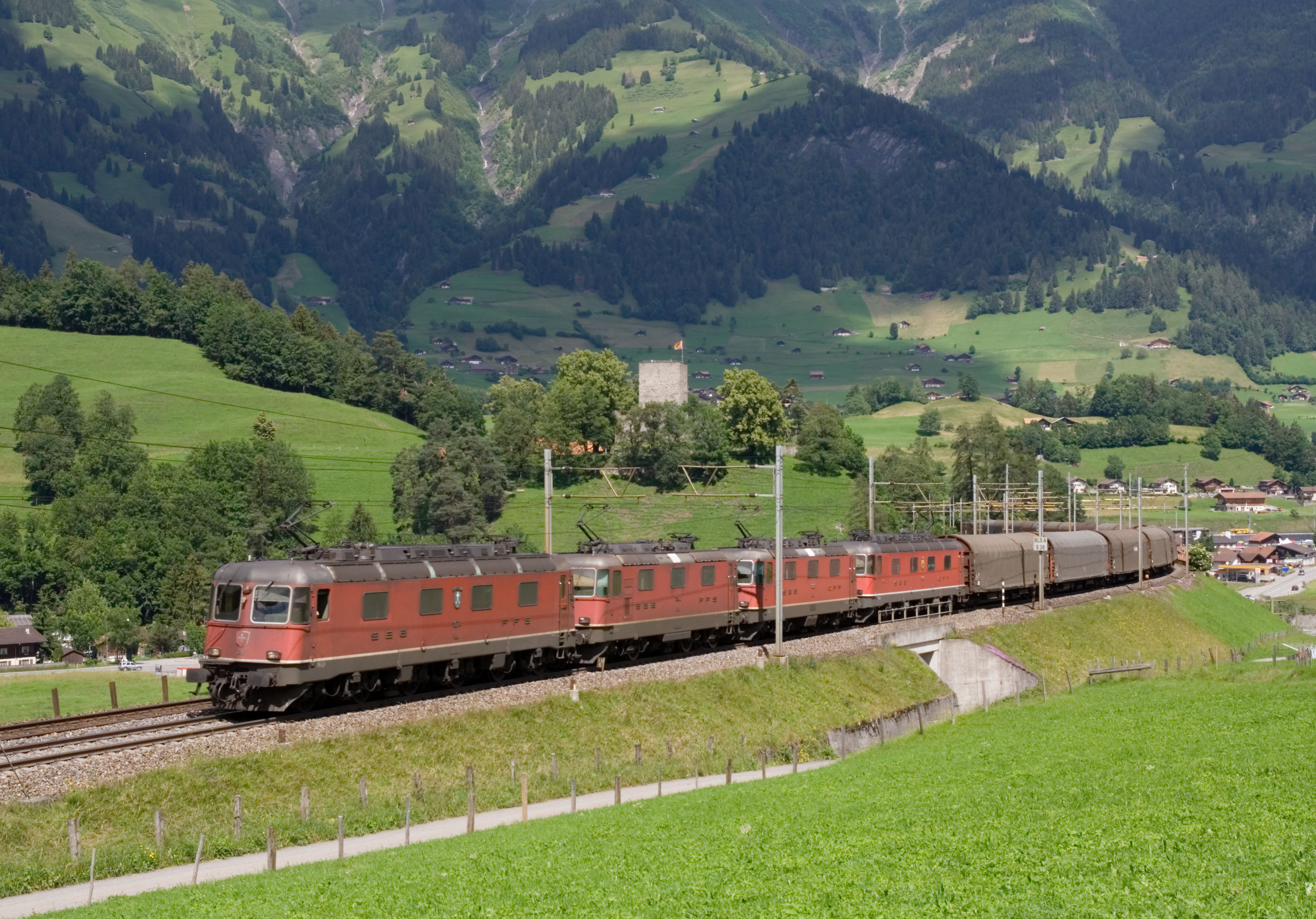
Une unité multiple de locomotives suisses sur la ligne du Lötschberg.

Le couplage ou unité multiple est, dans le domaine du chemin de fer, l'action d'associer des engins moteurs de façon à disposer d'une plus grande force motrice de traction.

## Procédés
De telles associations peuvent se présenter sous deux formes principales :
- Le couplage qui consiste à coupler 2 engins moteurs mais avec un conducteur pour chaque engin. Ce cas de figure a tendance à disparaître du fait de l'application de la commande électronique par câblots aux engins moteurs. Le couplage était en application dans le cas des locomotives à vapeur, des anciens autorails, des RTG jusqu'en 1986 et des premières locomotives électriques ou encore actuellement de certaines locomotives diesel de construction ancienne.
- L'unité multiple (ou UM) qui consiste à coupler les engins moteurs mais avec un seul poste de commande pour tous les engins moteurs. Le nombre d'engins moteurs fonctionnant simultanément depuis ce poste de commande varie de deux à dix engins voire plus (pratique courante aux États-Unis). Les engins ne sont pas forcément à la suite l'un de l'autre mais peuvent être disposés selon les besoins (au centre ou à l'arrière du convoi)

L'appareil qui permet le couplage entre deux matériels est un attelage.